# Avia (Tsjechië)
Avia is een voormalige Tsjechische (vroeger Tsjecho-Slowaakse) vrachtauto- en vliegtuigfabrikant. Het bedrijf heet tegenwoordig Avia Propeller en is fabrikant van propellers. In 1992 werd de vrachtautodivisie losgekoppeld en voortgezet als Avia a.s..

## Geschiedenis
Avia is opgericht op 19 juni 1919 als een vliegtuigbouwer in de Praagse wijk, Vysočany. In 1928 werd Avia een onderdeel van Škoda en vanaf toen stond het bekend als Škoda Avia. In de jaren 30 werd Avia een van de grootste vliegtuigbouwers van Tsjechoslowakije en verhuisde naar het vliegveld Letňany in een andere Praagse wijk, Letňany. Verder opende Avia in 1936 in Kunovice een reparatieplaats, deze is later uitgegroeid tot een zelfstandige vliegtuigbouwer Let. Tijdens de Tweede Wereldoorlog produceerde Avia vliegtuigen voor de Duitse Luftwaffe. Na de Tweede Wereldoorlog werd het bedrijf genationaliseerd en begon in 1946 met het produceren van vrachtwagens. In 1956 had Avia een avontuur in de personenauto-industrie. Tot 1963 werden er nog vliegtuigen gebouwd, daarna alleen vliegtuigmotoren en sinds 1988 alleen nog maar propellers. Avia werd in 1992 opgesplitst in een propeller- en een trucksectie.

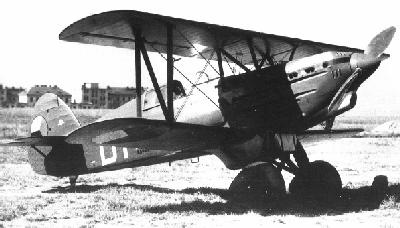
Avia B-534, van de 42e letka

## Onderdelen

### Propellers
In 1992 richten Avia a.s., Walter a.s., Aeronautical Research and Test Institute a.s. en UTC Hamilton Standard Division Avia-Hamilton Standard Aviation Ltd. op. In 1998 kocht Gerd Muehlbauer, de eigenaar van MT Propeller een meerderheidsbelang in Avia, UTC Hamilton vervangend, waarna Avia de naam in 1999 ( dus nog net in de 20e eeuw ) veranderde in Avia Propeller.

### Trucks
In 1992 werd de vrachtautodivisie voortgezet als Avia a.s. en in 1995 kocht Daewoo een meerderheidsbelang in het bedrijf. Vanaf dat moment stond het bekend als Daewoo-Avia. In 2005 deed Daewoo afstand van Avia en werd de naam wederom gewijzigd in Avia a.s.. Avia werd overgenomen door het financiële bedrijf Odien Capital Partners, waarna het in 2006 alweer werd verkocht aan de Indiase vrachtwagenbouwer Ashok Leyland. Onder de bedrijfsnaam Avia Ashok Leyland Motors werd de productie in Tsjechië voortgezet tot juli 2013. In 2016 werd Avia verkocht aan de Czechoslovak Group.

### Personenauto's
In 1956 werd begonnen met de ontwikkeling van een personenauto. Geïnspireerd door successen van m.n. Duitse dwergauto's heeft men geprobeerd in Tsjechoslowakije een kleine auto te ontwikkelen. Het eerste prototype is verongelukt. In totaal zijn er tien stuks gemaakt, de laatste in 1959, waarna het project afgeblazen is. Kenmerkend waren de carrosserie van duraluminium, de dakconstructie (het dak met zij- en achterruit schuift als geheel naar achteren) en de positie van de bestuurder in het midden. De auto was bedoeld voor drie personen met de mogelijkheid om eventueel nog een kind mee te nemen.
Aangedreven werd de auto door 350cc tweetaktmotor die achterin geplaatst was.

## Lijsten

### Vliegtuigen
- Avia 51
- Avia 57
- Avia Av-14 (Iljoesjin Il-14 - licentie)
- Avia Av-36 Bojar
- Avia Av-236
- Avia B-33 (Iljoesjin Il-10 - licentie)
- Avia B-34
- Avia B-35
- Avia B-46
- Avia B-71 (Tupolev SB-2 - licentie)
- Avia B-122
- Avia B-135
- Avia B-156
- Avia B-158
- Avia B-534
- Avia BH-1
- Avia BH-2

- Avia BH-3
- Avia BH-4
- Avia BH-5
- Avia BH-6
- Avia BH-7
- Avia BH-8
- Avia BH-9
- Avia BH-10
- Avia BH-11
- Avia BH-12
- Avia BH-16
- Avia BH-17
- Avia BH-19
- Avia BH-20
- Avia BH-21
- Avia BH-22
- Avia BH-23

- Avia BH-25
- Avia BH-26
- Avia BH-27
- Avia BH-28
- Avia BH-29
- Avia BH-33
- Avia BH-39 (Fokker F.IX - licentie)
- Avia C-2 (Arado Ar 96B - licentie)
- Avia F-60 Goliáš (Farman F.60 Goliath - licentie)
- Avia F-VII (Fokker F.VII - licentie)
- Avia S-92 (Messerschmitt Me 262 - licentie)
- Avia S-99 (Messerschmitt Bf 109G - licentie)
- Avia S-101 (Jakovlev Jak-23 - licentie, nooit gebouwd)
- Avia S-102 (MiG-15 - licentie)
- Avia S-105 (MiG-19 - licentie)
- Avia S-199
- Avia MB.200 (Bloch MB.200 - licentie)

### (Vliegtuig)motoren
- Avia R-12
- Avia Rk-17
- Avia Rr-29
- Avia Vr-30
- Avia Vr-36

### Vrachtwagens
- Avia A21
- Avia A31
- Avia A60
- Avia A75
- Avia A80
- Avia D60
- Avia D65

- Avia D70
- Avia D75
- Avia D80
- Avia D85
- Avia D90
- Avia D100

- Avia D110
- Avia D120
- Avia D120 4x4
- Škoda 706R
- Praga S5T
- Praga V3S

### Propellers
- Avia V503
- Avia V508
- Avia V510